# Sprzęgło wielopłytkowe cierne
Sprzęgło wielopłytkowe cierne jest zwielokrotnionym sprzęgłem tarczowym. Płytki cierne są osadzone na przemian: jedna wewnątrz, następna na zewnątrz. Płytki w tulejach są osadzone na wypustach. Włączenie sprzęgła następuje w wyniku przesunięcia nasuwy, która za pomocą dźwigni dociska zespół płytek.